# Niszczyciele min typu Oksøy
Niszczyciele min typu Oksøy – norweskie niszczyciele min, które zaczęły wchodzić do służby w 1994. Zbudowano cztery okręty tego typu.

## Historia
Prace koncepcyjne nad nowym typem okrętów przeznaczonych do zadań przeciwminowych rozpoczęły się w Norwegii w 1984. Okręty miały zastąpić w służbie amerykańskie trałowce typu Sauda. Na podstawie wymagań norweskiego ministerstwa obrony firma projektowo – konsultingowa opracowała projekt okrętu, który następnie został dopracowany w stoczni Kvaerner Mandal. 3 sierpnia 1987 podjęto decyzje o zleceniu budowy okrętów tej stoczni. Kontrakt na budowę okrętów podpisano 9 listopada 1989. Budowa pierwszego okrętu "Oksøy" (M 340) rozpoczęła się 1 grudnia 1990. Z powodu problemów z finansowaniem budowę okrętu zawieszono na 15 miesięcy. Nowe okręty zaprojektowano jako poduszkowce bocznościenne z kadłubem wykonanym z tworzyw sztucznych. Układ konstrukcyjny i materiał z którego zbudowano kadłub, mają zapewnić okrętowi skuteczniejsze w porównaniu do klasycznych rozwiązań wykonywanie zadań związanych z unieszkodliwianiem min morskich. Dzięki pędnikom strugowodnym osiągnięto dużą zwrotność jednostek. Niewielkie zanurzenie dodatkowo zwiększyło odporność okrętu na wybuchy podwodne. Znaczna część zadań związanych ze zwalczaniem min morskich wykonywana jest przy pomocy zdalnie sterowanych pojazdów podwodnych Pluto. Bazując na doświadczeniach z budowy niszczycieli min typu Oksøy w latach 1996–1997 w Norwegii zbudowano pięć zbliżonych pod względem konstrukcyjnym trałowców typu Alta.

## Opis
Okręty powstały jako poduszkowce bocznościenne o dwóch kadłubach. Kadłub wykonany metodą przekładkową składającą się z maty szklanej laminowanej żywicami. Duża szerokość okrętów pozwoliła na znaczne zwiększenie powierzchni użytkowej będącej do dyspozycji załogi. W konstrukcji nadbudówki znajduje się miedziana siatka, która ma uodpornić jednostkę na skutki działania środków walki elektronicznej. Napęd okrętów składa się z dwóch silników wysokoprężnych MTU 12V, każdy o mocy 140 kW które dzięki przekładni redukcyjnej napędzają pędniki strugowodne.

## Okręty
- Oksøy – (M 340) – początek budowy 1 grudnia 1990, wejście do służby 24 marca 1994.
- Karmoy – (M 341) – wejście do służby24 października 1994
- Måløy – (M 342) – wejście do służby 24 marca 1995
- Hinnøya – (M 343) – wejście do służby 8 września 1995